# ニューヨーク・シティ (カイリー・ミノーグの曲)
「ニューヨーク・シティ」(New York City)は、オーストラリアの歌手、カイリー・ミノーグの楽曲。ベスト・アルバム『ステップ・バック・イン・タイム: ザ・ディフィニティヴ・コレクション』に新曲として収録され、アルバムから先行シングルとしてもリリースされた。元々は前年のオリジナル・アルバム『ゴールデン』のセッションの中で生まれた一曲で、アルバムのツアーでは先行して披露していた。
Myloの「ドロップ・ザ・プレッシャー」をサンプリング使用している。

## トラックリスト
| #  | タイトル                                                                            | 作詞 | 作曲・編曲 | 時間 |
| -- | ----------------------------------------------------------------------------------- | ---- | ---------- | ---- |
| 1. | 「ニューヨーク・シティ（DJフレッシュ・エディット）」(New York City (DJ Fresh Edit)) |      |            | 2:59 |
| 2. | 「ニューヨーク・シティ」(New York City)                                             |      |            | 3:21 |

## チャート
| チャート (2019年)                         | 最高位 |
| ----------------------------------------- | ------ |
| オーストラリア デジタルトラックス (ARIA)  | 38     |
| ベルギー (Ultratip Flanders)              | 16     |
| フランス ダウンロード (SNEP)              | 91     |
| スコットランド (Official Charts Company)  | 31     |
| イギリス エアプレイ (Radiomonitor)        | 24     |
| UK ダウンロード (Official Charts Company) | 26     |